# Saint-Vincent-de-Mercuze
 Saint-Vincent-de-Mercuze  es una población y comuna francesa, en la región de Ródano-Alpes, departamento de Isère, en el distrito de Grenoble y cantón de Le Touvet.

## Demografía
| 447 | 433 | 543 | 757 | 1060 | 1360 |
| Para los censos de 1962 a 1999 la población legal corresponde a la población sin duplicidades (Fuente: INSEE [Consultar]) |     |     |     |      |      |